# 刘仕英
刘仕英（1985年8月—），中共二十大代表。

## 生平
刘仕英畢業於华东政法大学民商法专业。2004年加入中国共产党，2007年10月进入东航客舱服务部。後來成為东航客舱部乘务二部高级副经理、基层党支部书记以及东航凌燕乘务示范组组員。2011年，阿拉伯之春波及埃及。刘仕英參與埃及撤侨航班任务。2017年，刘仕英獲得上海市五一劳动奖章。2020年获得上海市劳动模范。2022年當選代表上海的中共二十大代表。同年11月28日，刘仕英成為「党的二十大精神上海劳模先进党代表宣讲团」一員。